# Karkadan
De karkadan is een stierachtig fabeldier met een lange, kromme hoorn op zijn voorhoofd. De hoorn van de karkadan zou gaan zweten als er vergif in de buurt is.

## De karkadan in verhalen
Volgens Sinbad de zeeman is zijn hoorn zo dodelijk, zijn adem zo smerig en zijn geloei zo bulderend dat iedereen hem vreest. Alleen de olifant durft hem te weerstaan; de karkadan kan hem alleen verslaan als hij de slurf weet te vermijden, die hem kan optillen en op de grond laten smakken. De karkadan moet de olifant van onderaf aanvallen en de hoorn in zijn buik steken. Maar als de dode olifant op de hoorn belandt, kan hij niets zien en vallen ze beiden ten prooi aan de Roc. Die vogel grijpt ze en voert ze aan zijn jongen. 
De karkadan is alleen te vangen door hem te lokken met een mooie maagd, zoals dat ook bij de eenhoorn het geval is, of als het beest met zijn hoorn vast komt te zitten in een boom. 
Alexander de Grote was de eerste die een karkadan temde. Zijn vader, Philip van Macedonië, kreeg het beest cadeau toen Alexander nog een tiener was, en loofde een som goud uit aan de eerste die hem kon temmen. Kracht en geweld faalden, maar toen Alexander de karkadan zacht toesprak, knielde het beest voor hem neer.